# 栗生岳

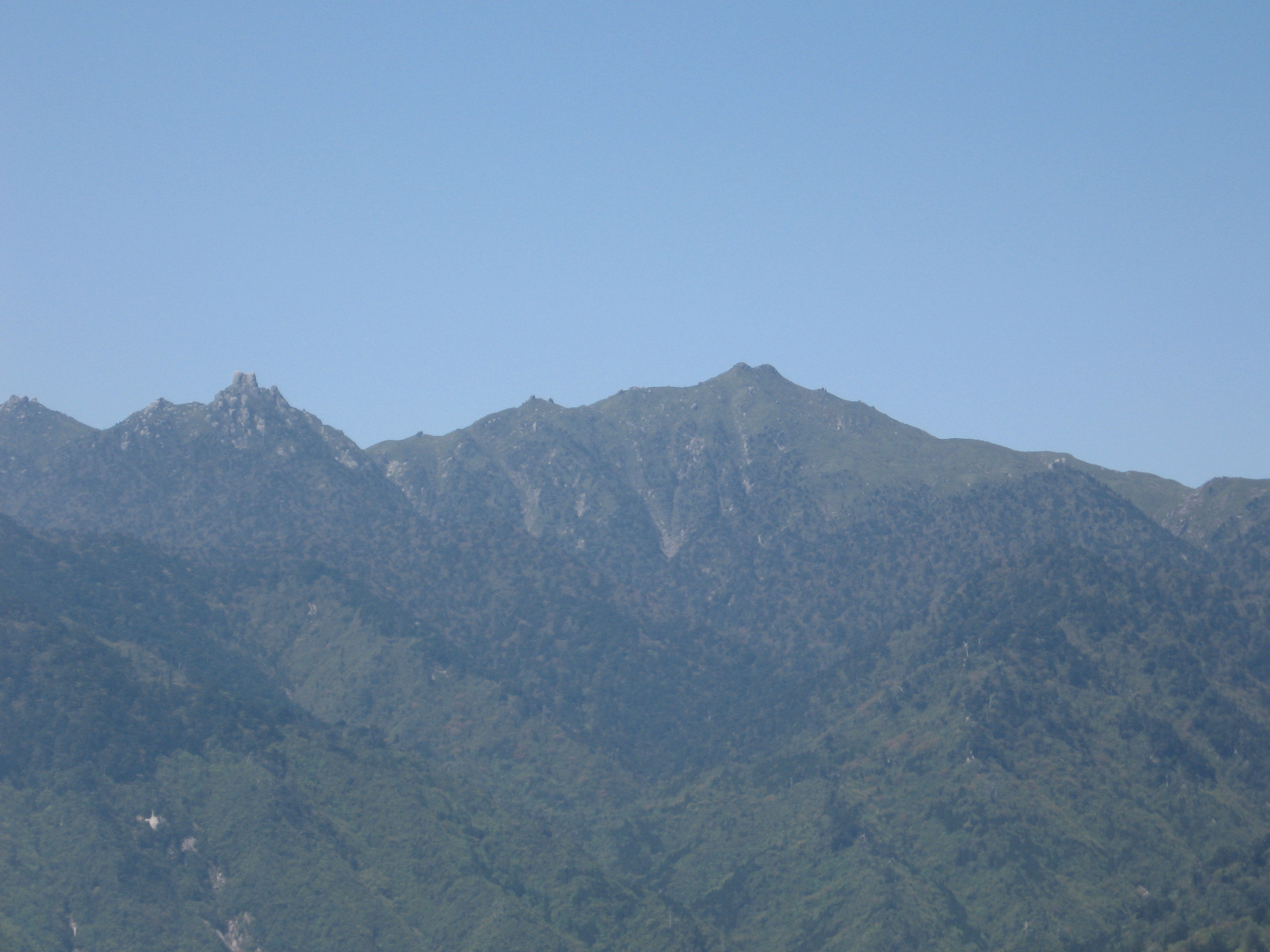
宮之浦岳（中央右寄り）の左側の小ピークが栗生岳。その左側の岩峰は翁岳。

栗生岳（くりおだけ）は、屋久島の宮之浦岳山頂南東側に位置する山である。標高は屋久島および九州において3番目の高峰であるが、独立した山ではなく宮之浦岳山腹の一峰と呼ぶべきものである。

## 概要
宮之浦岳 (1,936m)、永田岳 (1,886m)および栗生岳 (1,867m)は屋久三岳とされ、これは天保14年（1843年）刊行の『三国名勝図会』による三嶽（宮浦嶽、長田嶽、栗生嶽）の記述に基づくが、『三国名勝図会』の記す栗生嶽の位置は現在の栗生岳ではなく、黒味岳 (1,831m)であるとする説もある。
山腹は一面のヤクザサに覆われ、巨大な花崗岩が点在する。山頂は巨大な花崗岩からなり、山頂直下の岩屋には一品宝珠大権現を祀る祠があり、栗生集落の嶽参りの山として参拝の対象とされた。

## 登山ルート
安房から林道を登り、淀川登山口 (1,370m)から宮之浦岳へ向かう登山道に入り、淀川小屋 (1,380m)、小花之江河 (1,630m)および花之江河 (1,640m)を経て山頂に至る。淀川からの宮之浦岳登山道は栗生岳山頂直下を経由するが、山頂に立つには巨大な岩を登らなければならない。
本来の参道は栗生集落から栗生歩道を経由して、花之江河で淀川からの登山道に合流する経路である。